# Lanaria lanata
Lanaria lanata (L.) T.Durand & Schinz, 1894 è una pianta floreale nativa del Sudafrica, nota comunemente con il nome di Cape edelweiss o di lambtails. È l'unica specie nota del genere Lanaria Aiton, 1789, il quale è a sua volta il solo genere della famiglia Lanariaceae R.Dahlgren & A.E. van Wyk, 1988.

## Descrizione
Lanaria lanata è una pianta a portamento eretto che può raggiungere all'incirca il metro di altezza.
Presenta numerose foglie rigide e strette che si originano direttamente alla base da un rizoma legnoso.
Il fusto fiorifero termina con un'infiorescenza bianca coperta da una densa lanugine, al cui interno sono nascosti piccoli fiori color malva.
L. lanata fiorisce da novembre a gennaio; la fioritura è fortemente stimolata dagli incendi.

## Biologia
Le api sono attratte dal profumo delicatamente simile al miele e dal nettare e vari generi di maggiolini sono comuni frequentatori.

## Distribuzione e habitat
L. lanata cresce in Sudafrica e privilegia terreni in pendenza ricchi di argilla e di arenaria.

## Tassonomia
La famiglia Lanariaceae è stata riconosciuta dai tassonomisti grazie agli studi di filogenesi molecolare; il sistema di classificazione APG IV del 2016 riconosce questa famiglia e la assegna all'ordine Asparagales.